# Luftseilbahn Raron–Eischoll
Die Luftseilbahn Raron–Eischoll (LRE) ist eine ganzjährig betriebene Luftseilbahn im Kanton Wallis, Schweiz.
Sie verbindet seit 1946 das auf einem Hochplateau gelegene Eischoll mit dem Rhone-Talgrund bei Raron und war die erste Luftseilbahn im Oberwallis. Sie ist als Pendelbahn ausgeführt und besitzt zwei Kabinen mit jeweils zehn Plätzen. Die Talstation liegt im Ortsteil Turtig auf 645 Meter über Meer, die Bergstation in Eischoll auf 1217 Meter über Meer. 
Die Seillänge beträgt 1778 Meter, wobei sie einen Höhenunterschied von 610 Meter überwindet. Die Fahrzeit beträgt 8 Minuten, ihre Stundenkapazität wird mit 60 Personen je Richtung angegeben. Sie verkehrt in der Regel zyklisch nach Fahrplan zu bestimmten Zeiten, bei Grossandrang wird auf Dauerbetrieb umgestellt. Im schweizerischen Kursbuch ist sie auf dem Fahrplanfeld 2250 aufgeführt.
Nach 58 Betriebsjahren wurde 2018 der Antrieb der Bahn erneuert.

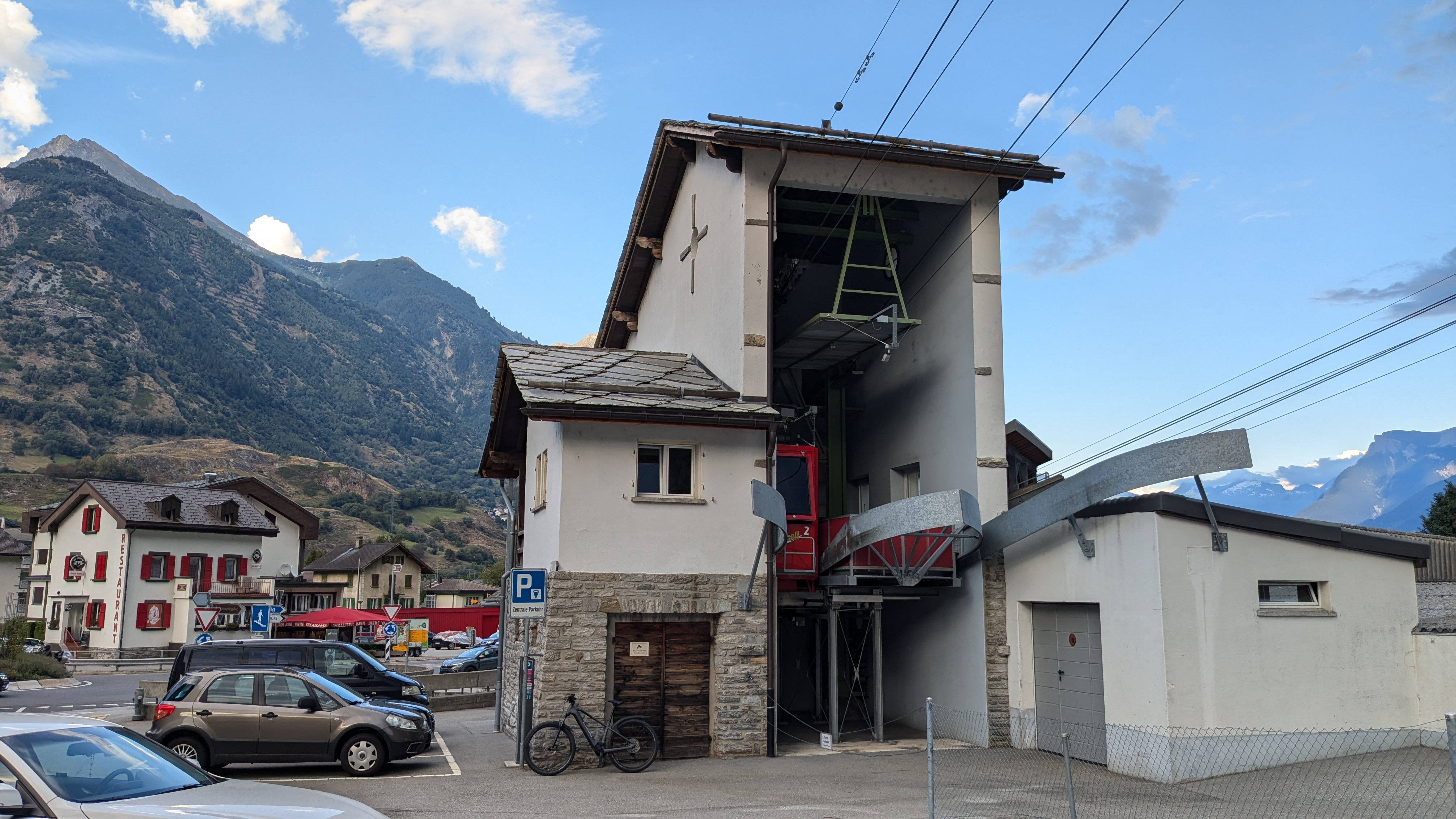
Talstation der Luftseilbahn